# Cliomantis lateralis
Cliomantis lateralis är en bönsyrseart som beskrevs av Hinton 1939. Cliomantis lateralis ingår i släktet Cliomantis och familjen Amorphoscelidae. Inga underarter finns listade i Catalogue of Life.